# Podu Grosului
Podu Grosului – wieś w Rumunii, w okręgu Mehedinți, w gminie Bâcleș. W 2011 roku liczyła 219 mieszkańców.